# Concert per clavecí i cinc instruments
El Concert per clavecí i cinc instruments és una composició de Manuel de Falla, estrenada al Palau de la Música Catalana el 5 de novembre de 1926. Consta de tres moviments (Allegro, Lento i Vivace), amb una duració total aproximada de 15 minuts.
L'obra va ser composta entre 1923 i 1926, i dedicada a Wanda Landowska com a ‹‹homenatge al seu art genial, al seu noble apostolat i a la seva obra de ressorgiment del clavicèmbal, sense la qual aquest admirable instrument no tindria ara altre interès que la d'una curiositat de museu››. La clavecinista polonesa va col·laborar amb el compositor gadità estrenant El retablo de Maese Pedro, i Falla es proposa pagar un deute d'agraïment a l'exquisida clavecinista››. 

En el Concerto així com en El Retablo de Maese Pedro, Falla utilitza elements del nacionalisme espanyol filtrats per l'estètica neoclàssica, com s'explica a les notes al programa: 
‹‹La música d'aquest ‹‹Concerto››, tant pel seu caràcter rítmic – tonal – melòdic, com per la seva escriptura, té el seu origen en la música general hispànica, religiosa, noble i popular, i els procediments emprats pel compositor obeeixen, en molts casos, a altres ja pretèrits – i fins i tot molt remots – encara que sempre sotmesos a les actuals maneres i possibilitats d'expressió››.
Respecte al nacionalisme espanyol en aquestes composicions de Falla, el crític Xavier Monsalvatge aclarava: 
‹‹Las dos obras [El Retablo de Maese Pedro y el Concierto para clave] que mayor fuerza racial pueden ofrecer son, en la producción del compositor, las que menos se benefician de la policromía sonora que se ha venido en llamar típicamente española››.
L'estrena absoluta es va dur a terme dintre del Festival Manuel de Falla (homenatge al compositor en el 50 aniversari del seu naixement), organitzat per l'Associació Música da Camera de Barcelona, en un concert amb un programa exclusivament d'obres de Falla (El sombrero de tres picos (dansa final), Noches en los jardines de España i El Retablo de Maese Pedro) en el que participaren el mateix Falla i altres figures importants del panorama musical català, com ara el director Pau Casals o Conxita Badia. Els intèrprets que dugueren a terme la primera interpretació del ‹‹Concert per a clavecí i cinc instruments›› van ser: Wanda Landowska (clavecí), Josep Vila (flauta), Cassià Carles (oboè), Josep Nori (clarinet), Enric Casals (violí) i Bonaventura Dini (violoncel).

Jaume Pahissa va qualificar al seu llibre l'estrena del Concerto ‹‹de ejecución muy deficiente››. Un any més tard, el 5 de novembre de 1927, Falla l'interpreta com a solista a Madrid. També l'interpreta com a solista a les estrenes de París i Londres, on les opinions dels seus col·legues van ser més favorables, com escriu Ernesto Halffter: 
‹‹En París también, bastantes años más tarde, asistí con Ravel al estreno del ‹‹Concerto para clave y cinco instrumentos››; el gran músico francés nos confesó a Adolfo Salazar y a mí, al abandonar la vieja Sala Pleyel, que para él ese ‹‹Concerto›› era la obra maestra de la música de cámara del siglo, principalmente por su segundo tiempo, al que conmovido calificó de auténtico milagro››. 
El concert va ser interpretat també per Falla com a solista al festival de Siena de 1928, organitzat per la Societat Internacional per la Música Contemporània, i gravat pel mateix compositor a París en 1930.